# Zolotoj dom
Zolotoj dom (Золотой дом) è un film del 1959 diretto da Vladimir Pavlovič Basov.